# Rangierbahnhof (Nürnberg)
Rangierbahnhof ([ʁɑ̃ˈʒiːɐ̯ˌbaːnhoːf] ) ist der Name des Statistischen Bezirks 41 im Südosten von Nürnberg. Er gehört zum Statistischen Stadtteil 4 (Südliche Außenstadt).

## Lage
Der Bezirk Rangierbahnhof liegt im Südosten Nürnbergs, etwa 5 Kilometer vom Stadtzentrum entfernt umfasst im südlichen Teil die Anlagen des Rangierbahnhofs Nürnberg. Das weitaus größere nördliche Gebiet rund um die Brunecker Straße liegt seit vielen Jahren weitgehend brach. Der frühere Güterbahnhof (Nürnberg Südbahnhof) wurde nach dessen Auflassung als Schrottplatz genutzt. Inzwischen ist das Gebiet weitgehend geräumt.

## Planungen
Bis 2018 will die Stadt im Bereich der Brunecker Straße in vier Abschnitten 90 Hektar bebauen; der zukünftige Stadtteil soll Lichtenreuth heißen. Es sind 2000 Wohneinheiten geplant, aber auch je ein Drittel Gewerbefläche und ein Drittel Grünflächen.